# Алекуш
Алекуш (рум. Alecuș) — село у повіті Алба в Румунії. Входить до складу комуни Шона.
Село розташоване на відстані 263 км на північний захід від Бухареста, 40 км на північний схід від Алба-Юлії, 62 км на південний схід від Клуж-Напоки, 143 км на північний захід від Брашова.

## Населення
За даними перепису населення 2002 року у селі проживала 171 особа, усі — румуни. Усі жителі села рідною мовою назвали румунську.